# علی حاجیلو (نظامی)
علی حاجیلو سرتیپ ارتش جمهوری اسلامی ایران است، که در فاصله سال‌های ۱۳۹۶ تا ۱۴۰۲ به‌عنوان فرمانده قرارگاه منطقه‌ای شمال‌غرب نزاجا فعالیت می‌کرد.
وی از ۱۳۸۵ تا ۱۳۸۹ جانشین فرمانده تیپ ۲۹۲ زرهی دزفول بود، در فاصله سالهای ۱۳۸۹ تا ۱۳۹۴ فرماندهی لشکر ۸۱ زرهی کرمانشاه را برعهده داشت و از ۱۳۹۴ تا ۱۳۹۶ به‌عنوان جانشین فرمانده قرارگاه منطقه‌ای غرب نزاجا فعالیت می‌کرد.